# Odontesthes
Odontesthes – rodzaj ryb aterynokształtnych z rodziny Atherinopsidae.

## Klasyfikacja
Gatunki zaliczane do tego rodzaju:
| - Odontesthes argentinensis - Odontesthes bicudo - Odontesthes bonariensis – ateryna argentyńska, bazylica - Odontesthes brevianalis - Odontesthes gracilis - Odontesthes hatcheri - Odontesthes humensis - Odontesthes incisa - Odontesthes ledae - Odontesthes mauleanum | - Odontesthes mirinensis - Odontesthes nigricans - Odontesthes orientalis - Odontesthes perugiae - Odontesthes piquava - Odontesthes platensis - Odontesthes regia - Odontesthes retropinnis - Odontesthes smitti – menidia patagońska |